# H.265

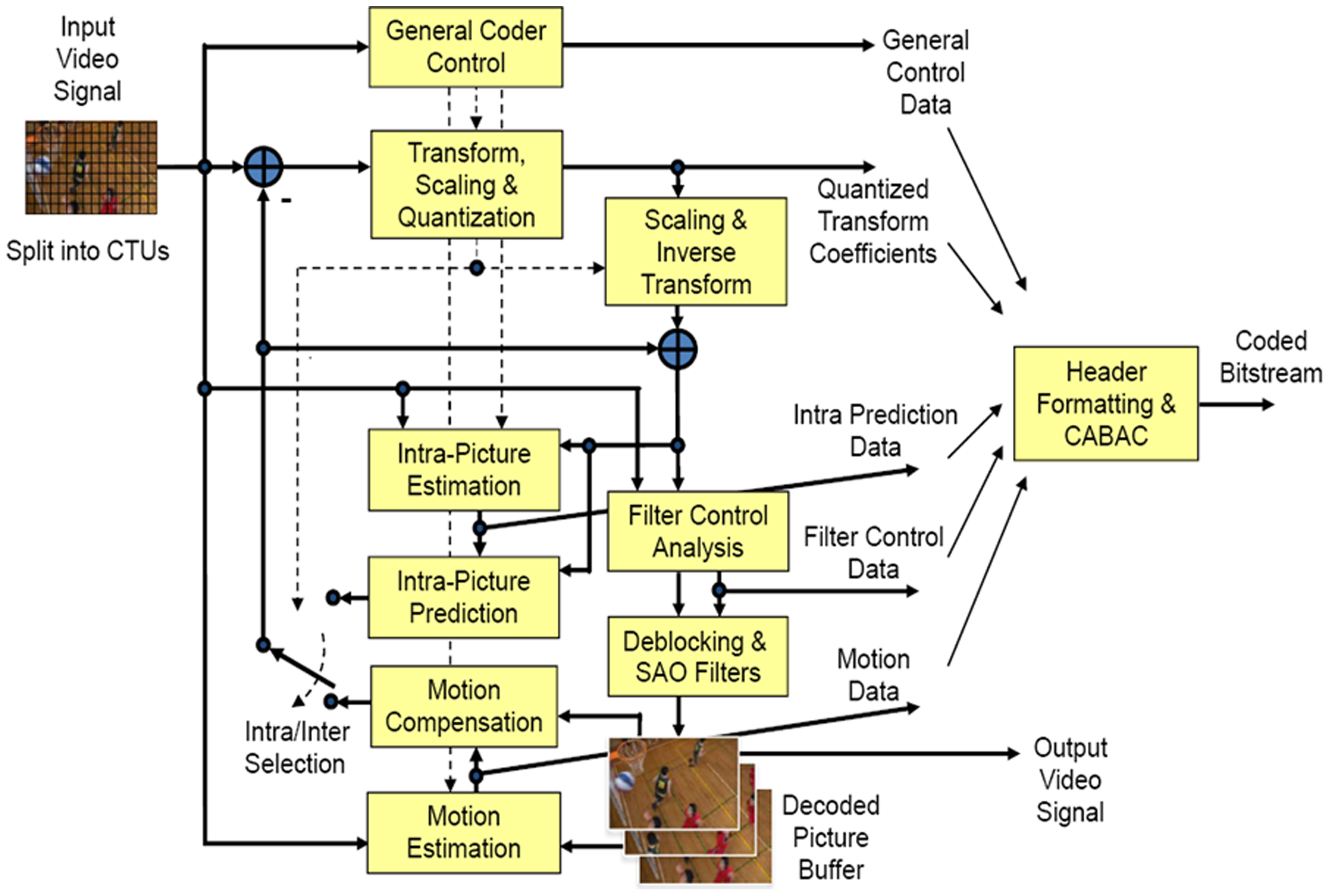
Diagramme par bloc de la norme HEVC.

H.265, ou « MPEG-H HEVC » (High Efficiency Video Coding), est une norme de codage/compression vidéo ISO/CEI 23008-2 et UIT-T H.265, publiée le 13 avril 2013. Elle est développée conjointement par les groupes Video Coding Experts Group (VCEG) et Moving Picture Experts Group (MPEG) et doit succéder au H.264 (ISO/CEI 14496-10 et UIT-T H.264). Ses applications concernent aussi bien la compression des vidéos en ultra-haute définition que la diminution du débit de transmission sur les réseaux pour les vidéos en définition standard avec des applications pour la vidéo sur mobile et pour l'extension de l'éligibilité aux services audiovisuels (TV, VoD...) des abonnés aux réseaux fixes (ADSL…).

## Objectifs
Le HEVC a pour but d'améliorer significativement la compression vidéo par rapport à son prédécesseur le MPEG-4 AVC. En effet, l'objectif est de réduire le débit nécessaire de moitié, à qualité équivalente. Ces progrès nécessitent l'utilisation d'algorithmes plus complexes bien que l'accroissement de la complexité ait été limité tout au long de la normalisation.
Le mode opératoire présente de fortes similitudes avec ce qui se fait pour le format DjVu.
Bien que le mode principal de codage vidéo soit le mode progressif, le mode vidéo entrelacé pourra également être utilisé. Le HEVC supporte toutes les définitions d'image usuelles. Il prévoit également le support de cadences d'images plus élevées, pouvant atteindre 100, 120 ou 150 images par seconde.

## Profils
La norme HEVC définit trois profils : le profil principal « Main profile », avec des vidéos codées en 8 bits 4:2:0, le profil « Main 10 », garantissant une profondeur de couleur de 10 bits, et le profil « Main Still Picture ». Le profil Main Still Picture permet le codage d'une seule image fixe en utilisant les mêmes contraintes que le profil Main profile. En tant que sous-ensemble du profil Main profile, le profil Main Still Picture offre une profondeur de couleur sur 8 bits avec une colorimétrie échantillonnée en 4:2:0.

### Le profil principal « Main profile »
Le profil principal permet une profondeur de couleur de 8 bits par échantillon avec sous-échantillonnage de la chrominance 4:2:0, qui est le type le plus commun de la vidéo avec des appareils grand public.

### Le profil « Main 10 »
Le Main 10 permet une profondeur de couleur de 8 bits à 10 bits par échantillon avec sous-échantillonnage chroma 4:2:0.

### Le profil « Main Still Picture »
Le profil Main Still Picture est destiné, comme son nom l'indique, à une image fixe.
Une comparaison des performances de la compression d'image a été faite en janvier 2013 en utilisant le codec HEVC HM 8.0rc2 :
|          | Réduction par rapport à | Réduction par rapport à | Réduction par rapport à | Réduction par rapport à |
| JPEG     | JPEG 2000               | JPEG XR                 | WebP                    |                         |
| -------- | ----------------------- | ----------------------- | ----------------------- | ----------------------- |
| HEVC-MSP | de -43,0 % à -56 %      | de -20,26 % à -30,96 %  | de -43,10 % à -61,63 %  | -31,0 %                 |

### Les profils d'extensions standard
En novembre 2013, seize profils supplémentaires ont été ajoutés: Main 12, Main 4:2:2 10, Main 4:2:2 12, Main 4:4:4, Main 4:4:4 10, Main 4:4:4 12, Monochrome 12, Monochrome 16, Main 12 Intra, Main 4:2:2 10 Intra, Main 4:2:2 12 Intra, Main 4:4:4 Intra, Main 4:4:4 10 Intra, Main 4:4:4 12 Intra, Monochrome 12 Intra et Monochrome 16 Intra.

## Performances
Le HEVC a été évalué en qualité subjective lors de la normalisation. Il offre un gain en compression de l'ordre de 50 % en 720p et de 60 % en 1080p par rapport au AVC, dans une configuration similaire pour une qualité équivalente.
L'utilisation de la compression HEVC pour des images fixes a permis d'obtenir des réductions de taille importante pour les images compressées en comparaison d'autres solutions : de -20,26 % à -30,96 % face à JPEG 2000, de -43,10 % à -61,63 % face à  JPEG XR, -31,0 % face à WebP, de -43,0 % à -56 % face à JPEG. Cette étude ayant été menée en janvier 2013, en utilisant le codec HEVC HM 8.0rc2, le codec Kakadu version 6.0 pour JPEG 2000, et enfin, le codec IJG version 6b pour JPEG,
,
.

## Brevets
Le 26 juin 2012, MPEG LA a annoncé sa volonté de licencier les brevets sur HEVC.
Cependant, contrairement aux codecs MPEG précédents, MPEG LA n'a pas fait l'unanimité, et deux organismes rivaux de licence des brevets ont émergé : HEVC Advance et Velos Media. Par ailleurs, certains gros industriels préfèrent licencier directement leurs brevets sans passer par des organismes de gestion des droits. Les montants des redevances sont en hausse par rapport aux standards précédents, et ne sont parfois pas publics. Devant une telle incertitude sur les coûts, qui se chiffrent parfois en millions de dollars, est créée l'Alliance for Open Media, qui vise à créer un codec libre de droit nommé AV1,.

## Historique
Le développement de cette norme de codage/compression vidéo s'est effectué à partir de 2004 conjointement au sein de l'UIT-T Q.6/SG16 Video Coding Experts Group (VCEG) ainsi que l'ISO/CEI Moving Picture Experts Group (MPEG).
Elle porte le nom formel de HEVC, à l'UIT elle prend le numéro de H.265, tandis que pour le consortium MPEG elle se nomme MPEG-H partie 2 ou encore ISO/CEI 23008-2.
En juillet 2012, le HEVC passe à l'état de brouillon (DIS, Draft International Standard).
La norme est approuvée et finalisée (FDIS, Final Draft International Standard) en janvier 2013, sous le nom H.265/HEVC (ISO/IEC 23008-2) par l'Union internationale des télécommunications (ITU). Selon le communiqué de presse, le standard ITU-T H.265 / ISO/IEC 23008-2 HEVC offre une solution flexible, fiable et robuste. Il est ainsi désigné comme le standard de la prochaine décennie à la fois pour l’accès aux contenus vidéo HD et pour l’ultra haute définition. Le communiqué ITU précise que les sociétés Ateme, Broadcom, CyberLink, Ericsson, Institut Fraunhofer pour les télécommunications (Fraunhofer HHI]), Mitsubishi et NHK ont déjà présenté des implémentations de HEVC.